# New Girl
New Girl (englisch für etwa: ‚Neues Mädchen‘) ist eine US-amerikanische Sitcom, die von 2011 bis 2018 für Fox produziert und ausgestrahlt wurde. Die titelgebende Hauptrolle wird von Zooey Deschanel gespielt. Im Mai 2017 gab Fox eine siebte Staffel in Auftrag, die zugleich die finale Staffel der Serie darstellen sollte. Das einstündige Serienfinale wurde am 15. Mai 2018 in den Vereinigten Staaten und am 6. Juni 2018 in Deutschland ausgestrahlt.

## Handlung
Jessica „Jess“ Day (Zooey Deschanel) ist eine quirlige und schrullige Lehrerin, Anfang 30. Als sie eines Tages nach Hause kommt, findet sie ihren Freund Spencer mit einer anderen Frau vor und verlässt ihn sofort, um sich eine neue Bleibe zu suchen. Nachdem sie auf eine Anzeige einer WG für einen neuen Mitbewohner auf Craigslist geantwortet hat, zieht sie in ein Loft in Los Angeles zu drei Männern in ihrem Alter: Nick, Schmidt und Coach. Nach der Pilotfolge ersetzt Winston, ein ehemaliger Mitbewohner und Nicks Jugendfreund, Coach, der die Wohnung verlassen hatte, um mit seiner Freundin zusammenzuleben. Cece, Jess’ beste Freundin aus Kindertagen und ein erfolgreiches Model, besucht Jess und die Jungs häufig.
Die Serie verfolgt die amüsanten Interaktionen der Gruppe untereinander, während die Mitbewohner engere Freunde werden und sich auch romantische Beziehungen entwickeln. In der Mitte von Staffel 1 lassen sich Schmidt und Cece auf eine überwiegend sexuelle Beziehung ein, trennen sich aber am Ende der Staffel wieder. In Staffel 2 wird Jess von ihrem Job als Lehrerin entlassen. Sie und die anderen lassen sich auf meist vorübergehende Beziehungen ein, obwohl Cece eine arrangierte Ehe mit Shivrang eingeht, die bei der Hochzeit im Finale von Staffel 2 aufgelöst wird. Jess und Nick fühlen sich romantisch zueinander hingezogen, sodass ihre Beziehung am Ende von Staffel 2 offiziell wird und fast die gesamte dritte Staffel andauert. Coach kehrt in Staffel 3 in das Loft zurück, nachdem er enthüllt hat, dass er sich von seiner Freundin getrennt hat. Er bleibt bis zum Ende von Staffel 4, wo er auszieht, um mit einem anderen Mädchen, May, zusammen zu sein. Nachdem er verschiedene Jobs ausprobiert hat, arbeitet Winston als Polizist beim LAPD und verliebt sich in seine Partnerin Aly. Am Ende von Staffel 4 macht Schmidt Cece einen Heiratsantrag, und die beiden heiraten am Ende von Staffel 5. Ebenfalls in Staffel 5, während Jess als Geschworene tätig ist, zieht Reagan Lucas (Megan Fox) vorübergehend bei der Gruppe ein. Nick beginnt sich für die neue Mitbewohnerin zu interessieren. In Staffel 6 kaufen Schmidt und Cece gemeinsam ein Haus, das sie umbauen müssen und wohnen in der Zwischenzeit mit der Gruppe zusammen. In Staffel 7 wird die Handlung drei Jahre später fortgesetzt, wo Schmidt und Cece eine dreijährige Tochter namens Ruth haben, Winston und Aly ihr erstes Baby erwarten und Nick Jess einen Heiratsantrag macht.

## Figuren
Jessica „Jess“ Christopher Day
Jess ist Ende zwanzig und Grundschullehrerin. Sie ist lebensfroh und liebenswert. Seit der Trennung von Spencer leidet sie unter Liebeskummer, da er sie mit einer anderen Frau betrogen hat. Jessica liebt ihren Job und hat auch ihre drei neuen Mitbewohner direkt ins Herz geschlossen, allerdings schafft sie es immer wieder entweder sich oder die Jungs in großen Ärger zu bringen. Sie singt sehr gerne vor sich hin und wird vor allem von ihren Mitbewohnern manchmal als Nervensäge (ihr sogenanntes „Pogo“) beschrieben. Sie backt gerne Cupcakes und strickt viel. Zooey Deschanels Schwangerschaft wurde in der Fernsehserie mit weiter Kleidung kaschiert.
Nicholas „Nick“ Miller
Nick ist ein aus Chicago kommender, bodenständiger junger Mann, der große Pläne hatte und Jura studierte, das Studium aber abbrach und als Barkeeper jobbt. Er kann Menschen schnell durchschauen und nutzt seinen Humor, um von seiner Unsicherheit abzulenken. Auch er wurde vor einigen Monaten von seiner Freundin verlassen und leidet noch unter der Trennung. Er trägt gerne Kapuzenjacken und legere Kleidung. Er hat mehrere absurde Ängste und schreibt an einem Zombieroman, den er aber erst zur Hälfte fertig hat.
Winston Schmidt
Schmidt ist ein junger und ehrgeiziger Bürohengst, der sich für einen Casanova hält. Schmidt ist sein Nachname, sein Vorname Winston wurde erst in der sechsten Staffel bekannt. Er ist unreif, macht sich oft mit seinen Sprüchen lächerlich und bringt sich in peinliche Situationen. Außerdem ist er in seinen Oberkörper verliebt, den er bei jeder sich bietenden Gelegenheit präsentiert. Seine Selbstverliebtheit und augenscheinliche Fixierung rührt daher, dass er früher einmal sehr übergewichtig war. Dies wird in einigen Rückblenden thematisiert. Schmidt scheint sehr verrückt, ist aber trotzdem ein liebenswerter Mensch.
Er ist sehr ordentlich und schmeißt in der WG fast allein den Haushalt und kocht – und das auch noch gerne, was seine Mitbewohner sehr freut. Er ist jüdischen Glaubens.
Winston Bishop
Winston ist ein Basketballspieler, der nach zwei Jahren im Profigeschäft in Lettland in die USA zurückkehrt und Schwierigkeiten hat, einen Job zu finden. Er weiß noch nicht so richtig, wie es nach seiner Sportkarriere weitergehen soll.
Winston ist farbenblind.
Cecilia „Cece“ Schmidt (ehem. Parekh)
Cece ist Jess’ beste Freundin und Model. Sie verhält sich manchmal entsprechend dem Model-Klischee oberflächlich und herablassend, ist Jess aber eine enge Freundin. Die beiden sind schon seit ihrer Kindheit befreundet. Später beginnt sie eine (zunächst heimliche) Beziehung mit Schmidt. In der letzten Episode der fünften Staffel heiraten die beiden.
Ernie „Coach“ Tagliaboo
Coach ist ein ehemaliger Athlet, der jetzt als Personal Trainer arbeitet. Er zieht Anfang der Serie aus der WG aus und wird von nun an nur noch gelegentlich erwähnt. Nachdem er in der dritten Staffel von seiner Freundin verlassen wurde, zieht er wieder in die WG.

## Besetzung und Synchronisation
Die deutsche Synchronisation entstand bei Cinephon in Berlin, unter der Dialogregie von Martin Schmitz. Die Dialogbücher schrieb Schmitz zusammen mit Katrin Kabbathas.

### Hauptbesetzung
| Rollenname                             | Schauspieler                       | Bild                           | Hauptrolle           | Nebenrolle                      | Synchronsprecher |
| -------------------------------------- | ---------------------------------- | ------------------------------ | -------------------- | ------------------------------- | ---------------- |
| Jessica „Jess“ Day                     | Zooey Deschanel                    | Zooey Deschanel spielt Jess    | 1.01–5.03, 5.10–7.08 |                                 | Anja Stadlober   |
| Nicholas „Nick“ Miller                 | Jake Johnson                       | Jake Johnson spielt Nick       | 1.01–7.08            |                                 | Tim Knauer       |
| Winston Schmidt                        | Max Greenfield                     | Max Greenfield spielt Schmidt  | 1.01–7.08            |                                 | Robin Kahnmeyer  |
| Cecilia „Cece“ Parekh (später Schmidt) | Hannah Simone                      | Hannah Simone spielt Cece      | 1.01–7.08            |                                 | Susanne Geier    |
| Ernie „Coach“ Tagliaboo                | Damon Wayans, Jr.                  | Damon Wayans, Jr. spielt Coach | 1.01 4.01–4.22       | 3.07–3.23 5.21–5.22, 6.04, 7.04 | Sebastian Schulz |
| Winston Bishop                         | Lamorne Morris                     | Lamorne Morris spielt Winston  | 1.02–7.08            |                                 | Tobias Nath      |
| Ruth Schmidt                           | Danielle Rockoff, Rhiannon Rockoff |                                | 7.01–7.08            |                                 | Noa Sarah Hadad  |

### Nebenbesetzung
| Rollenname       | Schauspieler         | Nebenrolle (Episoden)                                                                                      | Synchronsprecher       |
| ---------------- | -------------------- | --- | ---------------------- |
| Spencer          | Ian Wolterstorff     | 1.01–1.02                                                                                                  | Julien Haggège         |
| Caroline         | Mary Elizabeth Ellis | 1.01, 1.03, 1.22–1.24, 3.15                                                                                | Melanie Hinze          |
| Kim              | Gillian Vigman       | 1.01, 1.09, 1.12, 3.12, 5.13, 5.19, 6.12, 6.16, 7.05                                                       | Svantje Wascher        |
| Benjamin         | David Neher          | 1.01, 1.10, 5.08, 7.03                                                                                     | Konrad Bösherz         |
| Paul Genzlinger  | Justin Long          | 1.06, 1.08–1.09, 1.23, 4.18                                                                                | Kim Hasper             |
| Julia Clearly    | Lizzy Caplan         | 1.10–1.11, 1.13–1.14                                                                                       | Britta Steffenhagen    |
| Tanya Lamontagne | Rachael Harris       | 1.10, 1.14, 1.17, 2.01                                                                                     | Cathrin Vaessen        |
| Dr. Sadie        | June Diane Raphael   | 1.11, 1.15, 2.09, 2.22, 3.13, 6.22, 7.08                                                                   | Cathlen Gawlich        |
| Shelby           | Kali Hawk            | 1.11, 1.13, 1.17–1.18, 1.22, 2.03, 2.06                                                                    | Luise Helm             |
| Russell          | Dermot Mulroney      | 1.17–1.18, 1.20, 1.22, 2.21, 7.01–7.02, 7.07                                                               | Thomas Nero Wolff      |
| Nadia            | Rebecca Reid         | 1.19, 1.22, 2.05, 2.22, 4.10, 5.11, 5.18, 5.22, 6.03, 7.07                                                 | Juliana Cukier         |
| Robby McFerrin   | Nelson Franklin      | 2.01, 2.06–2.07, 2.09, 2.13, 2.18, 5.01, 5.17–5.18, 5.22, 6.03, 6.06–6.07, 6.09–6.10, 6.12, 6.14, 7.04     | Matti Klemm            |
| Dr. Sam Sweeny   | David Walton         | 2.02–2.03, 2.06, 2.11–2.12, 2.15–2.16, 5.13–5.16, 5.20–5.21, 7.04                                          | Sascha Rotermund       |
| Emma             | Carla Gugino         | 2.07, 2.09–2.10                                                                                            | Victoria Sturm         |
| Tran             | Ralph Ahn            | 2.07, 2.21, 3.13, 3.21, 4.09, 5.21, 7.07                                                                   |                        |
| Bob Day          | Rob Reiner           | 2.08, 2.24–2.25, 3.13, 4.03, 4.16, 6.20–6.21, 7.01, 7.06–7.07                                              | Roland Hemmo           |
| Joan Day         | Jamie Lee Curtis     | 2.08, 3.13, 3.16, 3.21, 4.16, 7.07                                                                         | Karin Buchholz         |
| Angie            | Olivia Munn          | 2.10–2.12                                                                                                  | Maria Koschny          |
| Shivrang         | Satya Bhabha         | 2.15, 2.17–2.18, 2.22–2.25                                                                                 | Bastian Sierich        |
| „Outside“ Dave   | Steve Agee           | 2.17, 2.21, 3.05, 3.08, 3.13, 3.16, 4.11–4.12, 4.19, 5.09, 5.16, 6.21, 7.04                                | Werner Böhnke          |
| Elizabeth        | Merritt Wever        | 2.22–3.03                                                                                                  | Corinna Dorenkamp      |
| Principal Foster | Curtis Armstrong     | 2.24, 3.02, 3.08, 3.11, 3.13, 3.19, 4.05, 4.11, 4.13, 5.03, 5.13, 6.03, 6.19, 7.08                         | Gerald Schaale         |
| Mike             | Ben Falcone          | 3.13, 3.19, 4.15, 4.19                                                                                     | Christian Gaul         |
| Abby Day         | Linda Cardellini     | 3.16–3.18                                                                                                  | Dascha Lehmann         |
| Ryan Geauxinue   | Julian Morris        | 4.05, 4.08–4.09, 4.11–4.13, 4.15                                                                           | Wanja Gerick           |
| Kai              | Greta Lee            | 4.09–4.10, 4.12–4.14                                                                                       | Katharina Schwarzmaier |
| Aly Nelson       | Nasim Pedrad         | 4.12, 4.19, 5.02, 5.06, 5.08, 5.11–5.12, 5.16, 5.18–5.19, 5.21, 6.01–6.03, 6.14–6.17, 6.19–7.01, 7.04–7.08 | Angela Ringer          |
| Fawn Moscato     | Zoe Lister-Jones     | 4.12, 4.15, 4.17, 4.20–4.21, 7.08                                                                          | Dascha Lehmann         |
| Louise Schmidt   | Nora Dunn            | 4.19, 5.21–5.22, 6.04                                                                                      | Katharina Koschny      |
| Reagan Lucas     | Megan Fox            | 5.06–5.10, 5.21–5.22, 6.10–6.13, 6.15, 6.19–6.21                                                           | Luise Helm             |
| Gavin Schmidt    | Peter Gallagher      | 5.12, 5.20, 5.22, 6.07                                                                                     | Tom Vogt               |
| Merle Streep     | Brian Huskey         | 6.22–7.02, 7.07                                                                                            | Uwe Büschken           |

## Produktion
Im Juni 2011 gab Fox bekannt, dass sie eine neue Comedy-Serie mit Zooey Deschanel produzieren werden. Für weitere Rollen wurden Jake Johnson, Max Greenfield, Damon Wayans, Jr. und Hannah Simone verpflichtet. Nachdem aus der Pilotfolge eine Serie wurde, ist Damon Wayans, Jr. aus der Serie ausgestiegen, da seine Serie Happy Endings verlängert wurde. Kurze Zeit später wurde stattdessen Lamorne Morris verpflichtet. Am 23. September 2011 wurden Lake Bell und Natasha Lyonne für Gastrollen gecastet. Auch Michaela Watkins und Eva Amurri wurden für Gastrollen verpflichtet. Im Oktober 2011 wurde Lizzy Caplan für einen Handlungsbogen bestätigt, in dem sie die Rolle der klugen, jungen Frau Julia spielt, die Nick erobern will. Rachael Harris wurde am 12. Oktober 2011 für die Rolle der Tanya, die stellvertretende Rektorin von Jessicas Schule, gecastet. Im Juli 2013 gab Fox bekannt, dass Damon Wayans, Jr. für vier Folgen zur dritten Staffel der Serie zurückkehren werde. Im November 2013 wurde Wayans für die restlichen Episoden der dritten Staffel als Special Guest Star verpflichtet.
Am 28. September 2011 wurde New Girl für eine komplette erste Staffel verlängert, weswegen die erste Staffel statt 13 nun 24 Folgen umfasst. Im April 2012 folgte die Verlängerung um eine 25-teilige zweite Staffel. Sowohl die Bekanntgabe der Produktion einer dritten Staffel im März 2013 als auch die einer vierten Staffel im März 2014 erfolgten jeweils frühzeitig.
Ende März 2015 wurde die Serie um eine fünfte Staffel verlängert. Aufgrund der Schwangerschaft von Zooey Deschanel wurde mit den Dreharbeiten direkt im Anschluss an die vierte Staffel begonnen, um Deschanel nach der Geburt ihres Kindes eine längere Drehpause zu gewähren. Die Produktion einer sechsten Staffel wurde im April 2016 angekündigt. Am 14. Mai verlängerte FOX die Serie um eine acht Folgen umfassende siebte Staffel, mit der New Girl beendet wurde.

## Episodenliste und Ausstrahlung
| Staffel | Episodenanzahl | Erstausstrahlung USA | Erstausstrahlung USA | Deutschsprachige Erstausstrahlung | Deutschsprachige Erstausstrahlung |
| Staffel | Episodenanzahl | Staffelpremiere      | Staffelfinale        | Staffelpremiere                   | Staffelfinale                     |
| ------- | -------------- | -------------------- | -------------------- | --------------------------------- | --------------------------------- |
| 1       | 24             | 20. September 2011   | 8. Mai 2012          | 5. Januar 2012                    | 19. Dezember 2012                 |
| 2       | 25             | 25. September 2012   | 14. Mai 2013         | 8. Mai 2013                       | 28. August 2013                   |
| 3       | 23             | 17. September 2013   | 6. Mai 2014          | 26. März 2014                     | 6. August 2014                    |
| 4       | 22             | 16. September 2014   | 5. Mai 2015          | 11. April 2015                    | 5. September 2015                 |
| 5       | 22             | 5. Januar 2016       | 10. Mai 2016         | 30. Januar 2017                   | 31. Mai 2017                      |
| 6       | 22             | 20. September 2016   | 4. April 2017        | 25. Januar 2018                   | 10. Mai 2018                      |
| 7       | 8              | 10. April 2018       | 15. Mai 2018         | 16. Mai 2018                      | 6. Juni 2018                      |

Vereinigte Staaten
Die Ausstrahlung der ersten Staffel begann am 20. September 2011 im US-Fernsehen beim Sender Fox und wurde am 8. Mai 2012 beendet. Die zweite Staffel startete am 25. September 2012. Das Staffelfinale wurde am 14. Mai 2013 gezeigt. Die Ausstrahlung der 23 Folgen der dritten Staffel begann am 17. September 2013 und wurde am 6. Mai 2014 beendet. Die Premiere der vierten Staffel fand am 16. September 2014 bei Fox statt. Die fünfte Staffel wurde in den USA vom 5. Januar bis zum 10. Mai 2016 ausgestrahlt. Die sechste Staffel wurde in den USA vom 20. September 2016 bis zum 4. April 2017 ausgestrahlt.
Deutschsprachiger Raum
Für das deutsche Fernsehen hat sich die ProSiebenSat.1 Media die Rechte an der Serie gesichert. Die Ausstrahlung der ersten elf Episoden begann am 11. Januar 2012 auf dem Sender ProSieben nach Desperate Housewives. Nachdem die Ausstrahlung im März 2012 vorzeitig beendet wurde, waren die restlichen Episoden ab dem 10. Oktober 2012 jeweils nach Grey’s Anatomy zu sehen. Die Ausstrahlung der zweiten Staffel zeigte der Sender vom 8. Mai 2013 bis zum 28. August 2013. Der Starttermin für Staffel 3 war der 26. März 2014. Die vierte Staffel wurde vom 13. April bis zum 7. September 2015 auf Sixx ausgestrahlt. Die fünfte Staffel wurde vom 30. Januar bis 31. Mai 2017 auf ProSieben und ProSieben Fun ausgestrahlt.
Die Ausstrahlung in der Schweiz lief seit dem 21. Januar 2012 beim Sender 3+.
In Österreich wurde die Serie seit dem 17. März 2012 auf ORF eins ausgestrahlt.

## Trivia
- Zooey Deschanel und Jake Johnson wurden während der ersten Staffel angewiesen, so wenig körperlichen Kontakt wie möglich miteinander zu haben, weil befürchtet wurde, dass ihre passende Chemie zusammen zu ablenkend wirken könnte.
- Deschanel ging gemeinsam mit Damon Wayans Jr. zur High School.
- Wayans Jr. wurde zunächst als festes Ensemble-Mitglied gecastet, nach dem er jedoch eine Rolle in der Fernsehserie Happy Endings erhielt, stand er nach der Pilotfolge nicht mehr zur Verfügung. Er kehrte in der dritten Staffel als Gastdarsteller zurück.
- Sänger Prince hatte 2014 in der nach ihm benannten Folge der dritten Staffel einen Gastauftritt. Er singt gemeinsam mit Deschanel das Duett FALLINLOVE2NITE, welches auch als Single veröffentlicht wurde.
- Das Wort Bär (Orig. bear) wird in verschiedenen Zusammenhängen in jeder Folge erwähnt.
- Die Außenaufnahmen von Nicks Bar stammen von der Bar The Griffin, heute The High Low, in Los Angeles und das Apartment der Clique wurde an der Ecke der Avery St. und Traction Avenue gefilmt.
- Jake Johnson und Max Greenfield sind die beiden einzigen Darsteller, die in allen 146 Episoden zu sehen sind. Lamorne Morris trat in 145 Episoden auf, er ist nur im Piloten nicht zu sehen. Hannah Simone erschien in 140 Folgen. Deschanel war aufgrund ihrer Schwangerschaft während der fünften Staffel in 6 Episoden nicht zu sehen, ihre Abwesenheit wurde mit dem Dienst als Geschworene erklärt. Dafür ergänzte vorübergehend Megan Fox den Cast in der Rolle der Reagan Lucas.

## Rezeption
Bei den Golden Globe Awards 2012 erhielt Hauptdarstellerin Deschanel eine Nominierung in der Kategorie Beste Serien-Hauptdarstellerin – Komödie oder Musical. 
Die Frankfurter Allgemeine Zeitung urteilte: „Der Widerstand gegen das zweckbestimmte Leben, wie er Generationen unfreiwillig großer Jungs auszeichnet, erscheint erotisch aufgehübscht und um feminine Nuancen veredelt. Das taugt für ordentliche Späße, aber ob aus Jess eine Heldin mit eigener Agenda werden kann, bleibt abzuwarten.“
Spiegel Online äußerte sich lobend über die Hauptdarstellerin: „In einem einzigartigen Spagat schafft es Deschanel, ihre Jess zu gleichen Teilen hilfsbedürftig und eigenwillig, verklemmt und sexy, niedlich und nervig erscheinen zu lassen.“

## DVD-Veröffentlichung
Vereinigte Staaten
- Staffel 1 erschien am 2. Oktober 2012
- Staffel 2 erschien am 1. Oktober 2013
- Staffel 3 erschien am 2. September 2014
- Staffel 4 erschien am 1. September 2015
- Staffel 5 erschien am 20. September 2016

Großbritannien
- Staffel 1 erschien am 3. Dezember 2012
- Staffel 2 erschien am 25. November 2013
- Staffel 3 erschien am 17. November 2014
- Staffel 4 erschien am 16. November 2015

Deutschland
- Staffel 1.1 erschien am 23. November 2012
- Staffel 1.2 erschien am 1. März 2013
- Staffel 1 erschien am 5. Juli 2013
- Staffel 2 erschien am 29. November 2013
- Staffel 3 erschien am 14. November 2014
- Staffel 4 erschien am 10. Dezember 2015
- Staffel 5 erschien am 24. Mai 2017